# Калух
Калух (дигор. Кæлух, ирон. Кæлух) — село в Ирафском районе Республики Северная Осетия-Алания. Входит в состав Ахсарисарского сельского поселения. 

## География
Расположено в центральной части Ирафского района, на правом берегу реки Урух, у впадения в него речки Калух. Находится в 14 км к юго-западу от районного центра — Чикола и в 85 км к западу от Владикавказа, у входа в Дигорское ущелье. 

## История
Селение было основано в начале XX века представителями из рода Калуховых, переселившихся сюда из горного села Вакац. 

## Население
| 2002 | 2010 | 2021 |
| ---- | ---- | ---- |
| 29   | ↗41  | ↘13  |